# پنتاگاسترین
پنتاگاسترین (به انگلیسی: Pentagastrin)
رده درمانی: محرک ترشح اسید معده
اشکال دارویی: آمپول

## موارد مصرف
پنتاگاسترین اصولاً جهت کمکی برای تشخیص عملکردترشحی اسید معده در بیماران مشکوک به‌فقدان اسید معده، گاستریت آتروفیک و یاکارسینوم معده، افراد با قطع عصب واگ ویا قسمتی از معده آنها برداشته شده است،مصرف می‌شود. این دارو همچنین درتشخیص زخم دوازدهه و تشخیص تومور زولینگر-الیسون مصرف می‌شود.

## مکانیسم اثر
پنتاگاسترین مانند گاسترین طبیعی باعث تحریک ترشح اسید معده می‌شود.

## عوارض جانبی
گوارشی: تهوع، استفراغ، درد شکمی، احساس اجابت مزاج.
قلبی ـ عروقی: گرگرفتگی، گیجی، سنکوپ، تاکی‌کاردی.
دیگر موارد: نقص بینائی، خستگی، سردرد، پارستزی.